# Golpe de Estado en Rumania de 1944
El golpe de Estado en Rumania de 1944, que tuvo lugar el 23 de agosto, supuso el fin de la dictadura del mariscal Ion Antonescu y de la alianza del país con el Eje, junto con el cambio de bando del país en la Segunda Guerra Mundial. Convirtió la victoria soviética en el sector sur del frente oriental en una catástrofe para los alemanes y ese día en uno de los cruciales del conflicto mundial.
Tras largas conversaciones, en junio de 1944 se formó una coalición de partidos que incluyó al Partido Nacional Campesino, al Partido Nacional Liberal, al Partido Socialdemócrata y al Partido Comunista Rumano —minúsculo pero influyente por el poder soviético— y recibió el nombre de «Bloque Nacional Demócrata». La liga se creó para tratar de firmar un armisticio inmediato con los Aliados, derrocar al mariscal y cambiar de bando en el conflicto mundial.
A pesar del agravamiento de la crisis militar en el frente sureste durante el verano, Antonescu no rompió la alianza con Berlín. Los alemanes, por su parte, estaban convencidos de la imposibilidad de un cambio de bando de Rumanía.
El 20 de agosto, los soviéticos desencadenaron otra gran ofensiva que amenazó con romper el frente sur. El embate soviético obligó a la oposición a Antonescu a decidir precipitadamente la fecha de su acción contra este, el 23 de agosto. Pese al desprecio del mariscal por el rey Miguel, acudió a la audiencia en el palacio real la tarde del 23. Después de negarse a solicitar un armisticio, el monarca lo destituyó fulminantemente. Se formó entonces un nuevo Consejo de Ministros que incluyó militares y miembros del Bloque Nacional. A las 22:00, el rey emitió un comunicado por radio en el que anunció la ruptura de relaciones con Alemania y el armisticio con los Aliados, así como su determinación de recuperar la Transilvania perdida en el Segundo arbitraje de Viena.
El mando alemán fue incapaz de formar un nuevo frente estable a lo largo de los Cárpatos, la línea fortificada de Focșani y el Danubio como había previsto. El golpe coadyuvó a hundir el sistema defensivo alemán en el sector sur del frente oriental. A comienzos de septiembre, no quedaban unidades alemanas reseñables en territorio rumano.

## Antecedentes

### El Bloque Nacional Demócrata de oposición

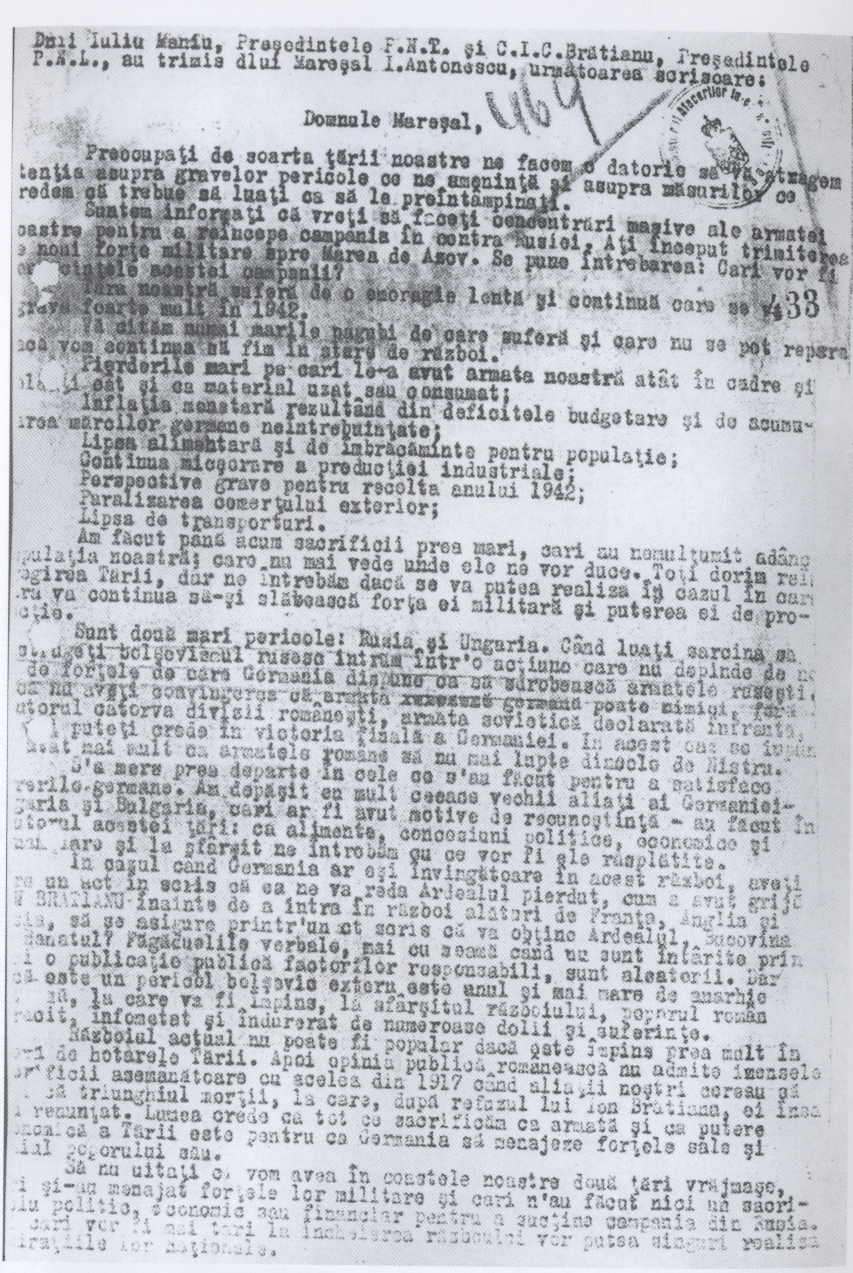
Carta de los principales dirigentes políticos opositores rumanos, Iuliu Maniu y Dinu Brătianu, al mariscal Ion Antonescu, crítica con su política. Estos, junto con socialistas y comunistas, formaron en junio de 1944 la coalición en torno al monarca que conspiró para derrocar al conducător.

Tras largas conversaciones entre Iuliu Maniu y los dirigentes comunistas rumanos que habían comenzado en el otoño de 1943 para formar un frente contra el mariscal Antonescu, se creó en junio de 1944 una coalición de partidos que incluyó al Partido Nacional Campesino de Maniu, al Partido Nacional Liberal, al Partido Socialdemócrata y al Partido Comunista Rumano —minúsculo pero influyente por el poder soviético— y recibió el nombre de «Bloque Nacional Demócrata». La coalición era un acuerdo pragmático entre fuerzas que, en realidad, no confiaban las unas en las otras, pero que se habían unido para tratar de firmar un armisticio inmediato con los Aliados, derrocar al mariscal y cambiar de bando en el conflicto mundial. Nacional-campesinos y liberales deseaban una restauración del sistema parlamentario anterior a la proclamación de la dictadura real en 1938, mientras que los grupos de izquierda ansiaban cambios más profundos; en el caso de los comunistas, la implantación de un sistema socialista. Desde abril, socialistas y comunistas formaban una alianza que favoreció a los segundos. En las reuniones clandestinas para tratar los planes militares para después del derrocamiento de Antonescu, los comunistas aportaron las bandas de obreros armados que debían participar en las operaciones.
El 29 de junio, Maniu comunicó la formación del Bloque a sus representantes ante el mando aliado en El Cairo y solicitó el envío de tres brigadas y el comienzo de bombardeos en Hungría y Bulgaria para evitar el aplastamiento alemán del nuevo Gobierno que se comprometió a formar tras derrocar a Antonescu. Prometió además, a pesar de su anterior rechazo, facilitar el avance de las fuerzas soviéticas por territorio rumano. Pese a sus repetidos intentos de obtener una respuesta a sus peticiones, Maniu no obtuvo ninguna, debido a que, para entonces y por iniciativa británica, los Aliados habían dividido los Balcanes en zonas de operaciones y Rumanía había quedado por entero en la asignada a los soviéticos. La fecha elegida inicialmente para el golpe, el 15 de agosto, se abandonó por la falta de respuesta aliada. En El Cairo, los representantes británicos y estadounidenses habían aceptado en principio la propuesta de Maniu, mientras que el soviético había solicitado en vano instrucciones de Moscú, por entonces concentrado en negociar con Antonescu en Estocolmo, donde en junio la embajadora Aleksandra Kolontái ofreció en vano mejores condiciones al embajador rumano.

### Mantenimiento de la alianza con Alemania
Antonescu, convencido de la imposibilidad de una victoria militar alemana tras la derrota en Stalingrado, toleró desde comienzos de 1943 los contactos con los Aliados occidentales que llevó a cabo su vicepresidente del Gobierno, Mihai Antonescu, y el dirigente opositor Iuliu Maniu. Los contactos resultaron infructuosos por la insistencia anglo-estadounidense en una rendición incondicional rumana. Esta condición inicial hizo fracasar asimismo las conversaciones entre los representantes rumanos y los Aliados celebradas en la primavera de 1944 en El Cairo. Dada la disposición soviética a tratar bilateralmente con Antonescu y Maniu en Estocolmo y a ofrecerles condiciones menos severas, los emisarios rumanos creyeron poder mejorar las condiciones de un armisticio manteniendo las negociaciones en paralelo en El Cairo —con los tres Aliados— y en Estocolmo —con los soviéticos—. Tanto Antonescu como Maniu buscaban garantías de que Rumanía no caería bajo dominio soviético. En junio Antonescu rehusó las últimas propuestas de armisticio presentadas por los Aliados. El rechazo de las condiciones aliadas y la renuencia de Antonescu a traicionar el pacto con Alemania perpetuaban este.

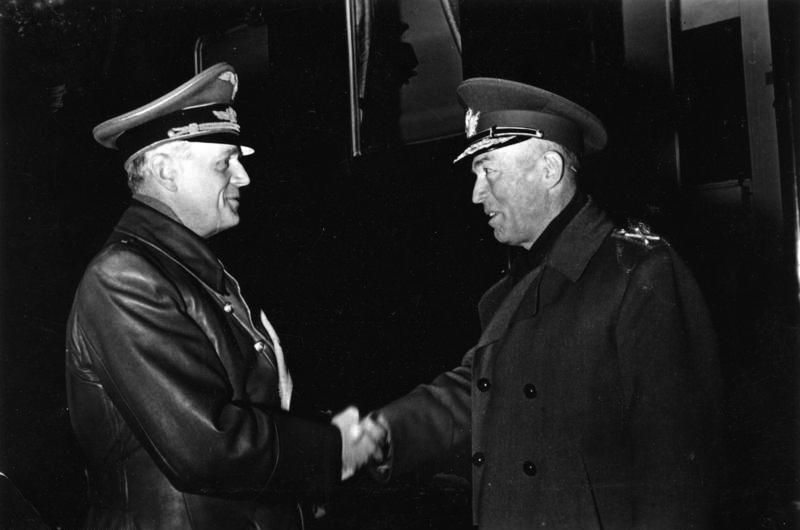
El mariscal Antonescu (derecha), junto al ministro de Asuntos Exteriores alemán, Von Ribbentrop, en enero de 1943. Antonescu se mantuvo fiel a la alianza con Berlín pese a grave situación militar.

La estabilización del frente con el fin de la ofensiva soviética el 6 de mayo puso fin temporalmente a las dudas de Antonescu sobre la conveniencia de un inmediato cambio de bando y lo convenció de la capacidad alemana de sostener el frente. Las conversaciones con los Aliados en diversos países europeos (Portugal, Francia, España o Suecia) estaban estancadas y los británicos eran escépticos sobre sus resultados. Antonescu, que toleraba las negociaciones, estaba empeñado en evitar tratar con los soviéticos e intentaba alcanzar el fin negociado de la guerra —admitía ya la imposibilidad de una victoria alemana, aunque no la de alargar la resistencia— mediante un pacto acordado únicamente con británicos y estadounidenses. A partir de junio, aceptó la necesidad de tratar con los soviéticos, pero fue incapaz de lograr un acuerdo con estos. El empeoramiento de la situación militar alemana durante el verano (derrota del Grupo de Ejércitos Centro en Bielorrusia, reveses en Francia, fracaso de las V1) hizo sospechar a las autoridades alemanas nuevamente de un posible cambio de bando de Bucarest y Hitler convocó a Antonescu a una reunión extraordinaria en su cuartel general de Rastenburg.
La última entrevista entre Hitler y Antonescu tuvo lugar en esa localidad el 5 de agosto; a pesar de la tensión y de la falta de respuesta del mandatario alemán a las peticiones del rumano, este no rompió la alianza con Berlín. Para Antonescu, el objetivo seguía siendo el combate con los soviéticos, para el que esperaba recabar finalmente el apoyo anglo-estadounidense. Dejó sin respuesta la propuesta soviética de junio. El 12 de agosto, envió nuevos representantes a Estambul con nuevas propuestas, que aún incluían el rechazo a un acuerdo con los soviéticos, pero que contenían concesiones económicas a británicos y estadounidenses. Antonescu se mostró convencido de que los británicos deseaban —a pesar de las explícitas declaraciones de Churchill en la Cámara de los Comunes del día 2— que siguiese oponiéndose a los soviéticos para impedir que estos penetrasen en los Balcanes.
El mariscal indicó al general Guderian que era inconcebible que se produjese en Rumanía un atentado como el sufrido por Hitler dos semanas antes; para entonces, sin embargo, varios generales conspiraban en su contra coligados con la oposición política. La insistencia de Antonescu en no poner fin a la alianza alemana y de no hacerlo en ningún caso sin avisar de ello a Berlín convenció al monarca y a la oposición de la necesidad de planear su derrocamiento.

### Punto de vista alemán
En general, los responsables políticos y militares alemanes en Rumanía no se habían percatado de la intensidad y amplitud de la oposición. El embajador Von Killinger, cada vez más desilusionado con Antonescu, sugirió incluso crear un nuevo Gobierno en torno al monarca, centro en realidad de las conspiraciones contra los alemanes. Tanto la embajada como los mandos locales estaban convencidos de la imposibilidad de un cambio de bando de Rumanía y de la certeza de que, en caso de que se intentase, este fracasaría y sería prontamente aplastado por las fuerzas alemanas.
Convencido Hitler de la lealtad de Antonescu, había pospuesto indefinidamente los planes para ocupar el país y vetó el traslado de la 4.ª División SS Polizei de Yugoslavia a Bucarest en agosto tras la entrevista con el mariscal. Hitler desechó las informaciones de la Luftwaffe del 21 del mismo mes que alertaban de un golpe de Estado inminente y las tachó de rumores incorrectos. La víspera del golpe, en una reunión del mando militar alemán para tratar la situación en los Balcanes, se omitió toda referencia a la peligrosa situación en Rumanía. El mando de las unidades alemanas en Rumanía se encontraba además muy dividido, lo que complicaba cualquier reacción. Aun así, los alemanes contaban durante el verano con seiscientos setenta y siete mil hombres en las unidades militares regulares destacadas en el país, además de aquellos que servían en las unidades de las SS.

## Preparativos y retrasos
El rey y Sanatescu lograron acceso a los informes del espionaje rumano que se realizaban para Antonescu sobre la disposición de las unidades alemanas desplegadas en Rumanía en junio gracias a la cooperación de algunos oficiales del Estado Mayor. Fracasaron, por el contrario, en conseguir el apoyo de algunos mandos del frente, que alegaron la presencia de fuertes unidades alemanas para rechazar unirse a un golpe antialemán en julio. Los mandos militares más activos en la conspiración —Sanatescu en la corte, los responsables de la región militar capitalina y de un cuerpo de ejército acuartelado cerca de Ploiești— comenzaron a aumentar el número de unidades rumanas en la capital durante ese mes, para tratar de compensar la desventaja inicial rumana en la ciudad.

## Golpe de Estado y cambio de bando

### Nueva ofensiva soviética y ruptura del frente

El frente rumano de marzo a agosto de 1944. En rojo, los avances de las unidades soviéticas; en amarillo, los de las rumanas; en azul, las unidades del Eje y la situación del frente.

Los soviéticos desencadenaron otra gran ofensiva que amenazó con romper el frente sur el 20 de agosto. El 2.º Frente Ucraniano y el 3.er Frente Ucraniano embistieron las defensas germano-rumanas con el objetivo del alcanzar el Danubio inferior y los Cárpatos. Los confabulados, que no habían recibido respuesta a su solicitud de apoyo militar soviético el 8 de agosto, recibieron la noticia con sorpresa. Antonescu acudió al frente y constató la desesperada situación: no solo los soviéticos amenazaban con quebrar las defensas germano-rumanas y ocupar el país, sino que la resistencia a su avance se debía principalmente a las unidades alemanas, no a las rumanas. Convencido de la imposibilidad de detener ya el embate soviético, el mariscal regresó a toda prisa a Bucarest a informar al rey de la gravedad de la situación militar. El mismo día del comienzo de la ofensiva, Mihai Antonescu había solicitado la mediación turca para lograr un armisticio pero, una vez más, principalmente ante Gran Bretaña y Estados Unidos.
La noche del 21, Antonescu advirtió al representante económico alemán Clodius de su intención de emplear todas las reservas alemanas en sostener el frente al tiempo que se reservaba «libertad de acción». En el consejo de ministros extraordinario de la mañana del 22, no obstante, indicó su intención de continuar luchando al lado del Reich.

### Golpe de Estado, relevo de Antonescu y cambio de bando
La velocidad de los acontecimientos sorprendió a los conspiradores, que aún no habían fijado una fecha para el prometido golpe contra Antonescu. La ofensiva soviética les obligó a decidir precipitadamente el momento; este se fijó al principio para el 26 pero, ante la noticia de que el mariscal regresaría al frente el 24, se adelantó al 23. La fecha inicial la había decidido el soberano con asesoramiento de los militares confabulados el día 20, que había vuelto apresuradamente a Bucarest desde Sinaia en cuanto se enteró del comienzo de la acometida soviética. El plan del monarca consistía en invitar a comer a los Antonescu y relevarlos del Gobierno en una audiencia posterior si se negaban a negociar con los Aliados; tras su destitución, formaría un nuevo gabinete con políticos de la oposición que firmaría el armisticio y exigiría la retirada alemana del país. Los políticos de la oposición solo pudieron confirmar la fecha en la reunión de la noche del día siguiente, la última previa al golpe, antes de pasar a la clandestinidad. Con los políticos escondidos desde el 21, fue el propio monarca el que decidió el cambio de fecha, que solo comunicó a sus colaboradores en la corte. A las nueve de la mañana del 23, el coronel Dragomir, jefe del Estado Mayor del 4.º Ejército rumano, telefoneó a Sanatescu para comunicarle la ruptura del frente y el avance soviético hacia el sur y para indicar la imposibilidad de continuar resistiendo; la noticia sorprendió a Sanatescu y supuso un nuevo acicate para acelerar el cambio de bando del país.

El palacio real en Bucarest, donde tuvo lugar la destitución y arresto de Antonescu y algunos de sus más destacados partidarios y la formación del nuevo Consejo de Ministros proaliado.

Mientras, Antonescu sopesaba la posibilidad de que las fuerzas rumanas continuasen combatiendo retirándose a Transilvania. La mañana del 23, al tiempo que prometía a Maniu y Bratianu solicitar el armisticio a los Aliados, valoraba el mantener la línea defensiva de los Cárpatos y el Danubio y, si esto fracasaba, trasladarse al oeste con apoyo alemán tras la evacuación de Bucarest. Tras recibir preocupantes noticias del deterioro de la situación militar pasado el mediodía, decidió regresar al frente esa misma noche. El vice primer ministro Mihai Antonescu trató de convencerlo, empero, para que acudiese a la invitación del rey antes del viaje, tarea para la que contó con la esposa del mariscal. La noche anterior había propuesto al mariscal solicitar finalmente el armisticio, sugerencia que este no había rechazado. Mihai Antonescu envió un correo a Estocolmo para comunicar al embajador que aceptaba la propuesta de armisticio, pero este llegó a la capital sueca demasiado tarde, el 24. Al mismo tiempo, Mihai concertó la cita con el rey para las tres de la tarde —antes de recibir el consentimiento del mariscal— y Gheorghe Brătianu acudió a ver al militar para lograr que finalmente fuese a la audiencia con el soberano. Antonescu finalmente accedió a visitar al rey, pero solo a condición de que Maniu y Brătianu se comprometiesen por escrito a respaldarlo en la solicitud de un armisticio. Así, el mariscal planeaba mantener la resistencia en la línea fortificada de los Cárpatos-Focșani-Danubio y, mientras por un lado negociaba el armisticio con los soviéticos, por el otro comunicar sus intenciones a los alemanes al mismo tiempo que se reservaba la posibilidad de evacuar el Gobierno al oeste en caso de resultar necesario.
El rey trató en vano de localizar a los políticos de la oposición para informarles de su intención de detener a Antonescu durante la audiencia y Gheorghe Brătianu fue incapaz de encontrar a Maniu y a su tío para lograr el apoyo que el mariscal había exigido. Este fracaso enfureció al mariscal, que nuevamente decidió no acudir a palacio.
Mihai Antonescu se presentó entonces a la entrevista acordada y trató de excusar al mariscal. Sanatescu abandonó en ese momento la audiencia, telefoneó a Antonescu y lo convenció de no afrentar al rey en un momento de crisis nacional. Antonescu cambió nuevamente de idea. A pesar del desprecio del mariscal por el rey, finalmente acudió al palacio real alrededor de las cuatro de la tarde. En la entrevista se encontraban presentes Antonescu, el rey, el general Sanatescu y Mihai Antonescu. Durante la recepción, y tras la exposición de la grave situación militar por parte de Antonescu, Miguel consultó sobre los planes inmediatos del mariscal —que se limitó a presentar su propuesta de sostener el frente en la línea fortificada de los Cárpatos y el Danubio— y solicitó su cese para facilitar las negociaciones con los Aliados, que Antonescu se negó rotundamente a conceder. Después de negarse a solicitar un armisticio, el mariscal fue destituido fulminantemente por Miguel, que se había retirado un momento para avisar a sus asesores de su intención de relevar a Antonescu.
El rey ordenó a su guardia que detuviese al mariscal —se le entregó más tarde a un destacamento de comunistas rumanos— y a Mihai Antonescu, que lo acompañaba, y nombró un nuevo Gobierno con el general Constantin Sănătescu al frente. El nuevo Consejo de Ministros lo formaron militares y miembros del Bloque Nacional, entre ellos sus principales dirigentes. El mariscal y su vicepresidente quedaron encerrados en una cámara del palacio alrededor de las cinco de la tarde. Apresuradamente, Miguel restableció la Constitución de 1923. Se detuvo asimismo a otros partidarios del mariscal que acudieron a palacio atraídos por la celebración de un supuesto consejo real.
Alrededor de las seis y media de la tarde, los conspiradores comenzaron a poner en marcha los planes contra los alemanes, aislando su cuartel general en la capital y cortando sus teléfonos. Unidades militares y civiles comenzaron a tomar los puntos estratégicos de la capital. El jefe del servicio secreto rumano rechazó acudir al palacio y comunicó sus sospechas sobre el golpe a los alemanes; hacia las ocho, el embajador Von Killinger acudió al palacio a tratar de intimidar al rey, pero este y Sanatescu le ordenaron retirar las tropas alemanas del país a cambio de no sufrir el hostigamiento de las unidades rumanas. Alrededor de las 21:00, una agrupación comunista se hizo cargo de los arrestados en el palacio y los trasladó a un piso franco. Los nacional-campesinos que debían haber compartido su custodia no se presentaron en palacio, pese al acuerdo entre Maniu y Pătrășcanu.
A las 22:00, el rey emitió un comunicado por radio en el que anunció la ruptura de relaciones con Alemania y el armisticio con los Aliados, así como su determinación de recuperar la Transilvania perdida en el Segundo arbitraje de Viena. El nuevo primer ministro ordenó a los representantes rumanos ante el mando aliado en El Cairo que aceptasen las condiciones presentadas por este el 12 de abril.
Esa misma noche, hacia las 23:00, el nuevo jefe del Estado Mayor, el general Gheorghe Mihail, ordenó a las unidades rumanas que expulsasen a las alemanas del país y les impidiesen hacerse fuertes a lo largo de la línea montañosa carpática. El monarca abandonó la capital y se refugió en las montañas esa misma noche, para evitar ser capturado si los alemanes recuperaban la ciudad.

### Fracaso de la reacción alemana

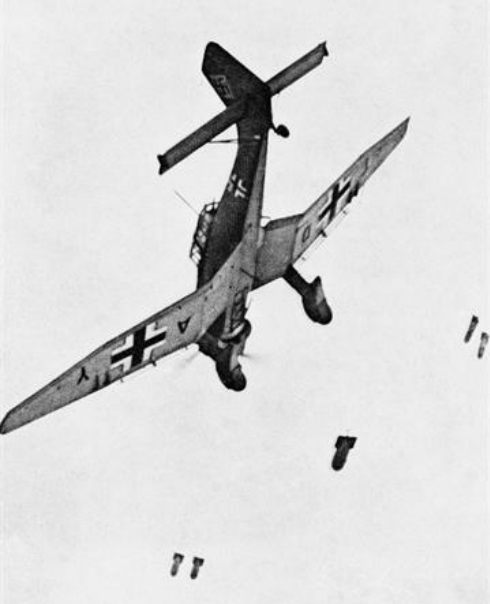
Bombardero alemán en picado. Los duros bombardeos alemanes de Bucarest entre el 24 y el 26 de agosto no lograron doblegar las defensas rumanas de la ciudad y dos días más tarde los mandos alemanes pusieron fin a los intentos de tomar la urbe.

Dos de los principales mandos alemanes se entrevistaron con Sanatescu a primeras horas del 24 de agosto; el nuevo primer ministro volvió a exigir la evacuación. Uno de ellos, el general Alfred Gerstenberg, responsable de las fuerzas de la Luftwaffe en la retaguardia rumana, solicitó permiso para acudir a Ploiesti a organizar la retirada. En vez de hacerlo, decidió acatar la orden de Hitler de aplastar el golpe y se puso al mando de las unidades alemanas que se estaban preparando para marchar sobre la capital. Diversas unidades alemanas se habían concentrado al norte de Bucarest provenientes del frente, de Ploiesti y de Yugoslavia, para tomar la ciudad. Para entonces, sin embargo, los rumanos la controlaban casi completamente, desde la noche del 23. A lo largo del 24, 25 y el 26, lograron eliminar los centros de resistencia alemanes en la urbe gracias a las operaciones de las unidades militares y de los voluntarios civiles armados.
El golpe cogió desprevenidos a los dirigentes alemanes. El jefe de las unidades alemanas en el frente recomendó un repliegue inmediato a Hungría, pero Hitler ordenó la ocupación de Bucarest y la imposición de un nuevo Gobierno filogermano. Dado el fracaso en la búsqueda de una figura militar relevante para encabezar un nuevo Gobierno proalemán, Hitler recurrió a Horia Sima y a la Guardia de Hierro y la tarde del 24 la radio alemana anunció la formación de un gabinete presidido por Sima. Este nuevo Gobierno, formado en realidad tardíamente en diciembre, no obtuvo respaldo significativo, hubo de mantenerse en Viena y resultó un fracaso como alternativa al surgido del derrocamiento de Antonescu.
En cuanto a las operaciones militares, un primer intento de tomar el control de la ciudad con la 5.ª División Antiaérea la mañana del 24 de agosto fracasó ante la tenaz resistencia rumana. El intento de Gerstenberg de forzar la entrada en la ciudad desde el norte se frustró el mismo 24 debido a la firme resistencia rumana y los asaltos de fuerzas menores desde otras direcciones también fracasaron. Gerstenberg trató entonces de someter la ciudad mediante el bombardeo aéreo. Tras un duro bombardeo de la capital realizado con ciento cincuenta aviones alrededor de las once de la mañana, los alemanes lograron destruir el palacio real, pero no aplastar el levantamiento. Los ataques continuaron durante los dos días siguientes y causaron graves daños en el centro de la ciudad. Escasos de fuerzas para realizar la operación y acosados por los bombardeos estadounidenses y el hostigamiento rumano, los mandos alemanes tuvieron que abandonarla la madrugada del 28 y comenzar la retirada, aunque fueron rodeados al sur de Ploiesti. El embajador alemán en Bucarest se había suicidado tras el golpe. Los combates en Ploiesti y en la capital aceleraron la declaración formal de guerra de Rumanía a Alemania, que se proclamó el 26. Los duros enfrentamientos alrededor de Ploiesti y en todo el valle de Prahova, zona importante por su producción petrolífera e industrial, acabaron a finales de mes con la victoria rumana.

## Consecuencias

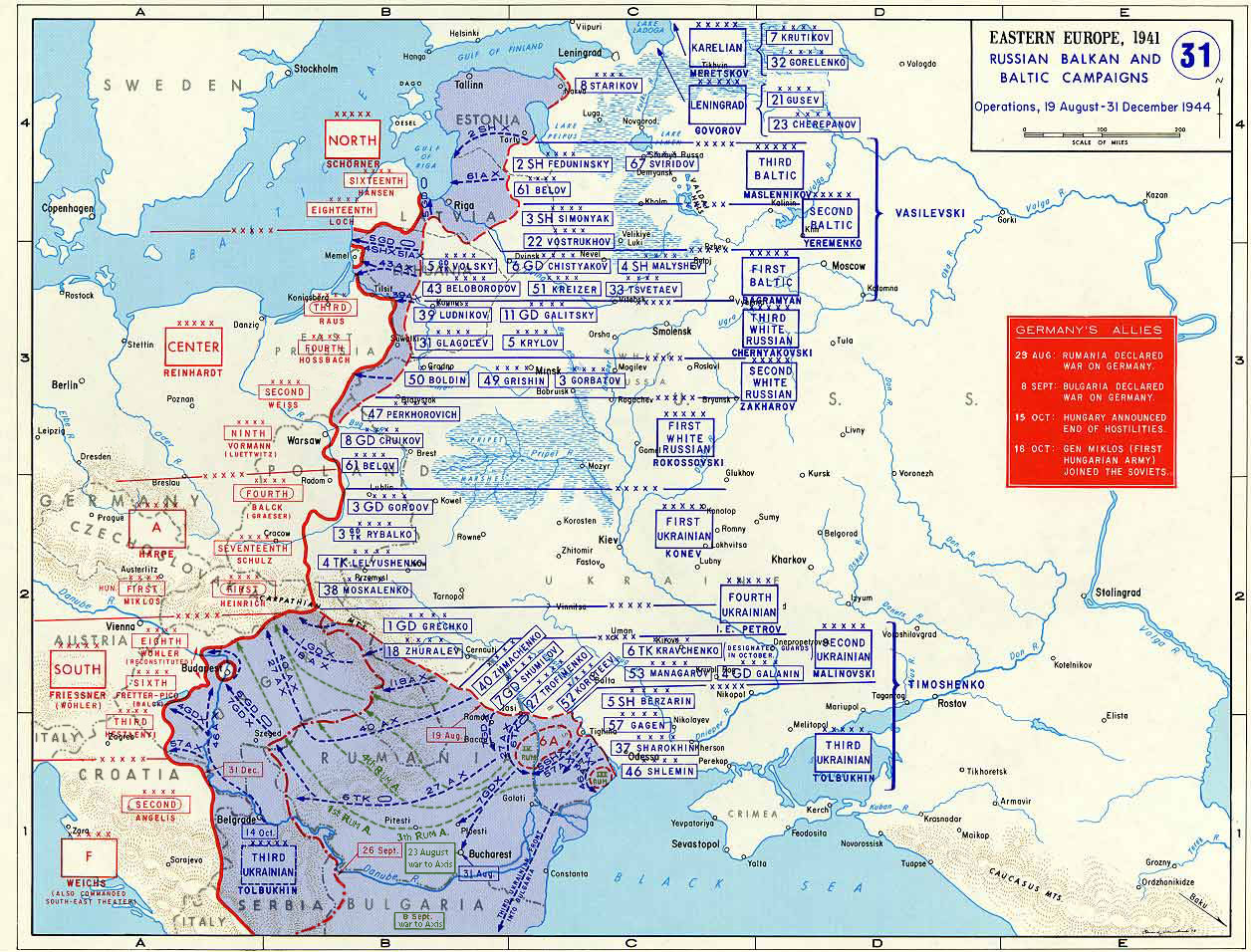
Avances soviéticos entre agosto y diciembre de 1944. El golpe de Estado e inmediato cambio de bando de Rumanía facilitaron las ofensivas en los Balcanes y Europa central.

El cambio de bando rumano llevó a la rendición de los restos de los dos ejércitos rumanos que aún sostenían parte del frente del Prut y facilitó el cerco del 6.º Ejército alemán. Tanto el delta del Danubio como los puertos de los Cárpatos quedaron expeditos para los soviéticos, allanando su avance hacia Hungría, Yugoslavia y Bulgaria. El mando alemán se vio incapaz de formar un nuevo frente estable a lo largo de los Cárpatos, la línea fortificada de Focșani y el Danubio como había previsto. El golpe coadyuvó a hundir el sistema defensivo alemán en el sector sur del frente. A comienzos de septiembre, no quedaban unidades alemanas reseñables en territorio rumano. En los ocho días posteriores al golpe, los alemanes perdieron más de cinco mil muertos y cincuenta y seis mil prisioneros en los combates con las fuerzas rumanas, además de una notable cantidad de armamento. El Reich perdió cerca de medio millón de hombres en la lucha contra soviéticos y rumanos en el país y se vio privado del petróleo y los alimentos rumanos.
El 31 de agosto, las tropas soviéticas entraron en Bucarest. El alto mando soviético había rechazado —en parte por motivos políticos— la petición de Sanatescu de detener su avance a lo largo del Danubio y permitir al nuevo Gobierno rumano encargarse de la expulsión de los restos de unidades alemanas. Por su parte y a pesar del disgusto de algunos mandos del frente, las unidades rumanas permanecieron fieles al monarca y se negaron a respaldar las contramedidas alemanas. Ni un solo alto oficial rumano respaldó a Antonescu o a los alemanes. Los soviéticos lograron la entrega del mariscal a finales de agosto y lo enviaron a Moscú. En menos de tres semanas, las unidades alemanas habían sido expulsadas del país y un mes más tarde sucedió lo mismo con las fuerzas alemanas y húngaras que defendían Transilvania.
Durante los meses posteriores, los soviéticos minaron la coalición formada por los partidos rumanos hasta lograr la formación de un Gobierno favorable el 6 de marzo de 1945 presidido por Petru Groza.